# Vălcean Dol, Smolean
Vălcean Dol (în bulgară Вълчан Дол) este un sat în comuna Banite, regiunea Smolean,  Bulgaria. 

## Demografie
Componența etnică a satului Vălcean Dol
     Bulgari (100%)
     Nicio identificare (0%)
     Altele (0%)
La recensământul din 2011, populația satului Vălcean Dol era de 113 locuitori. Din punct de vedere etnic, toți locuitorii erau bulgari.